# Расстройства мышления
Расстройства мышления — нарушения познания, которые негативно влияют на речь, содержание мыслей и их последовательность, следствием могут выступать нарушения, которые проявляются, в том числе, в речи и общении. Как правило, всевозможные расстройства мышления характерны для людей с шизофренией, из-за чего обычно характеризуются переживанием множества бредовых фрагментов. Типы расстройств мышления включают в себя соскальзывание, речевой напор, алогию, повторяемость отдельных элементов и блокировку мыслей.
Стоит отметить, что выделить единое универсальное определение расстройств мышления довольно проблематично. С позиции патопсихологии нарушения мышления — это система признаков, связанных с неадекватным отражением окружающей реальности в связи с патологическим состоянием. С позиции психиатрии — это система признаков, выступающих симптомами того или иного психиатрического заболевания, причем по отношению к каждому заболеванию эта картина является типичной.

## Разновидности
Нарушения мышления подразделяют на две основные группы расстройств:
- Формальные расстройства мышления (расстройства ассоциативного процесса) — нарушение хода, формы рассуждений. Условно можно выделить нарушения темпа, глубины, последовательности, гибкости, критичности и самостоятельности мышления. Формальное расстройство мышления включает в себя галлюцинации и иллюзии.[5] В отличие от галлюцинаций и иллюзий непосредственно, расстройство является наблюдаемым объективным признаком психоза, является распространенным и основным симптомом психотического расстройства и может рассматриваться как показатель его тяжести.[4] Он отражает совокупность когнитивных, лингвистических и аффективных нарушений, которые вызвали большой интерес к когнитивной нейробиологии, нейролингвистики и психиатрии.[4]
- Расстройства содержания мышления (патологические суждения, нарушение контент-мышления) — ошибочные (несоответствующие реальности или неправильно оцениваемые) суждения и умозаключения. Сюда относят: бредовые и сверхценные идеи, навязчивые явления. При расстройстве содержания мышления у человека могут наблюдаться бредовые идеи, которые, как правило, характерны для шизофрении и некоторых других психических расстройств, включая обсессивно-компульсивное расстройство и манию.[6] Данное расстройство мышления также может проявляться в следующих симптомах: озабоченность, навязчивые идеи, магическое мышление, переоценённые идеи, идеи преследования или даже суицидальные идеи и идеи убийства.

Также выделяют следующие нарушения мышления:
- Нарушения операционной стороны мышления. Поскольку мышление основано на системе понятий, позволяющих отражать действие в обобщенных и отвлеченных формах, С. Л. Рубинштейн[8]вывел, что обобщение является следствием анализа, который вскрывает существенные связи между явлениями и объектами. Согласно Л. С. Выготскому известно, что обобщение исходит из системы языка, помогающий передавать общий человеческий опыт, и позволяет выйти за пределы впечатлений эпизодического характера.[9] При некоторых формах нарушений психической деятельности больные могут потерять способность обращаться к системе операций обобщения и отвлечения. Нарушения операциональной стороны мышления могут проявляться в снижении уровня обобщения и искажении процесса обобщения.
- Нарушения динамики мышления. По теории Рубинштейна, истинным проявлением процессуального аспекта мышления является цепь умозаключений, которая переходит в рассуждение. Встречающиеся нарушения мышления, как правило, не сводятся к распаду понятий, а являются динамическими нарушениями мышления. К ним относят лабильность и инертность мышления. Лабильность мышления — это чередование адекватных и неадекватных решений. Уровень обобщения может не страдать, однако адекватный характер суждений может быть неустойчивым. Инертность мышления — затрудненность переключения с одного способа работы на другой. Это нарушение мышления противоположно по смыслу лабильности мышления. Изменение условий затрудняет возможности обобщения материала.
- Нарушения мотивационного компонента мышления выражается в искажении уровня обобщения, например, если больной рассуждает на основании нереальных признаков и свойств предметов (ложка может быть объединена с автомобилем «по принципу движения», а шкаф — с кастрюлей, потому что «у обоих есть отверстия»).
- Нарушения критичности мышления. Нарушения мышления могут возникать, если ослабляется контроль над своими действиями и коррекция собственных ошибок. Б. М. Теплов указывал на критичность и характеризовал ее как умение строго оценивать работу мысли, тщательно взвешивать все доводы за и против.

## Признаки и симптомы
У подавляющего большинства населения всегда есть и будут различные языковые отклонения, и поэтому их наличие или отсутствие не может быть достаточно объективным маркером какого-либо расстройства без дополнительных симптомов. Нарушения речи могут возникать не только при различных патологиях психики, но и у любого человека, который находится в состоянии стресса или утомления.
Основными симптомами расстройств мышления являются соскальзывание, речевой напор, алогия, повторяемость отдельных элементов и блокировка мыслей. Расстройство формального мышления является одной из отличительных черт шизофрении, но может быть вызвано другими состояниями, включая расстройства настроения, деменцию, манию и т. д.

## Типы
Существует много типов расстройства мышления, которые проявляются в речевом конструкте и одновременно являются симптомами нарушений мышления:
- Алогия — бедность речи, причем это касается и содержательной части, и количественной, классифицируется как отрицательный симптом.
- Блокирование мысли — резкая остановка в середине цепочки мыслей, которая может или не может быть продолжена.[10]
- Косвенная речь — неспособность ответить на вопрос, не давая чрезмерных, ненужных подробностей.
- Эхолалия — повторение чужой речи, может быть эпизодическим или повторять, может проявляться в повторении части предложения или последнего слова собеседника.
- Уклонение (паралогия) — замена следующей логической идеи другой, но неточно связанной с ней.[11]
- Нелогичность[12] — построение нелогичного вывода, например, на вопрос: «Как вы думаете, это поместится в коробке?» — ответ: «Ну да, коричневый, не так ли?»
- Речевая бессвязность (словесный салат) — речь непонятна, так как используются слова, которые по отдельности имеют смысл, но вместе абсолютно не несут никакого значения.
- Неологизмы — формирование новых слов или фраз, происхождение и значение которых неизвестно. Пример: «Я так разозлился, что взял блюдо и швырнул его в гешинкера».[13]
- Фонематическая парафазия — неправильное произношение слов, нарушение слогового построения слова.
- Самостоятельная ссылка — явление, при котором человек многократно отвечает на вопросы, которые сам и задает.
- Семантическая парафазия — замена слов в предложении на неуместные.
- Тангенциальная речь (касательная) — уход от темы, сопровождающийся невозможностью возвращения к ней, при этом с каждым новым предложением поднимается новая тема, а старая остается незавершенной.
- Вербигерация[14] — бессмысленное и стереотипное повторение слов или фраз, заменяющих понятную речь, как это наблюдается при шизофрении.
- Сверхценные идеи — мысли, которые занимают в психике более доминирующее положение, чем должны у здорового человека. Например, желание заботиться о каком-либо члене семьи может перерасти в ревностное собственничество.[15]

Если рассматривать симптомы патологии рационального познания, то следует рассмотреть связку мышления, речи, интеллекта в которых симптомы, например, нарушение целенаправленности мышления выражаются в витиеватости, соскальзывании, резонерстве, разноплановости и аморфности.

## Течение расстройства, диагнозы и прогнозы
Расстройства мышления могут развиваться не только при шизофрении, но и у людей без психических заболеваний. К тому же, не у всех больных шизофренией наблюдаются отклонения в процессах мышления, поэтому отсутствие нарушений мышления не означает, что у человека нет шизофрении, то есть данное состояние не является специфичным для болезни.
В начале болезни выраженное нарушение мышления предсказывает худший прогноз, в том числе:
- болезнь начинается раньше;
- повышенный риск госпитализации;
- снижение функциональных результатов;
- повышенный уровень инвалидности;
- усиление неадекватного социального поведения.

Расстройство мышления, не поддающееся лечению, также предсказывает худшее течение болезни. Вероятность того, что выраженные нарушения мышления могут уйти в ремиссию, исчезнут в среднем возрасте, крайне мала. Менее тяжелые нарушения мышления могут возникать в продромальный и остаточный периоды шизофрении.

## Методы исследования нарушений мышления
Расстройства мышления выявляются при помощи тестовых процедур (патопсихологических) и на основе клинического метода при анализе речевой и письменной деятельности испытуемого.
Для исследования операциональной стороны мышления используются следующие методики:
1. Классификация предметов. Методика представляет собой набор карточек с изображением различных предметов, растений, живых существ. Изображения могут быть заменены надписями (словесная классификация). Задача испытуемого заключается в том, чтобы объединить предметы в какую-либо группу., после чего испытуемому предлагается их расширить. Если на последнем этапе испытуемому удается выделить больше одной группы группы, то можно делать выводы о высоком уровне обобщения у данного человека.
2. Исключение лишнего (исключение четвертого). Так же, как и классификации предметов, существует два варианта этой методики — словесный и предметный, который представляет из себя карточки с изображением четырех предметов на каждой. Три предмета на одной карточке имеют между собой общее и их можно объединить в одну группу, а один из них существенно отличается, то есть он является лишим и должен быть исключен. Выделение слишком обобщенных признаков и неспособность исключить лишний предмет свидетельствуют об искажении процесса обобщения
3. Образование аналогий. В методике представлены пары слов, между которыми существуют некоторые смысловые отношения. Испытуемому предлагается выделить пару слов по аналогии. Помимо словесного варианта можно использовать невербальный — таблицы Рейвена.
4. Сравнение и определение понятий. В качестве стимульного материала используют однородные понятия (танк-трактор, человек-животное) и разнородные (телега — ложка, ботинок — карандаш). Последние используются для диагностики искажения процессов обобщения.
5. Толкование переносного смысла пословиц и метафор. Испытуемому предлагаются распространенные пословицы и метафоры для объяснения их переносного смысла. Существуют два варианта данной методики: в первом случае испытуемый должен просто объяснить переносный смысл пословиц и метафор, а второй вариант заключается в том, что для каждой пословицы нужно найти соответствующую по значению фразу. Второй вариант чаще используется для обнаружения нарушений мышления при трудностях вербализации понимаемого переносного смысла (когда фраза облегчает объяснение).
6. Пиктограммы. Испытуемый должен изобразить рисунок, который, как предполагается, должен помочь ему для запомнить названные 15 слов и словосочетаний. Среди них обязательно должны быть эмоционально окрашенные, абстрактные и конкретные понятия. После выполнения задания анализируется характер смысловых связей между стимульным словом и рисунком. Смысловые связи могут быть содержательные или слабые. Способность выполнять пиктограмму свидетельствует о доступности для испытуемого обобщенной символизации слова.

#### Исследования у больных шизофренией[20]
Вербальные методы диагностики:
1. задания из теста на интеллект Д. Векслера на понятливость, сходство и словарь (показывает уровень снижения интеллекта, но не раскрывает характер нарушения) ;
2. различные виды «Ассоциативного эксперимента» в качестве тестов словесной беглости;
3. разные варианты «Классификации объектов»;
4. интервью (как свободное, так и структурированное).

Невербальные методы диагностики (не являются достаточно объективными и надежными):
1. тест на рисунок человека (F. Machover);
2. человек, срывающий яблоко с дерева (ЧСЯД).

Смешанные методы:
1. тест Роршаха;
2. ТАТ (Тематический Апперцептивный Тест).

Опросники (основанные на самооценке испытуемого):
1. Реестр Шизотипических Особенностей Познания (TDQ);
2. Вопросник расстройств мышления;
3. Специально адаптированные версии MMPI.

#### Основные проблемы использования методов диагностики:[20]
- унификация определений в рамках различных оценочных систем;
- стандартизация оценивания;
- выбор научных оснований для классификации различных нарушений мышления по отдельным категориям;
- разработка шкал с максимальным, необходимым и достаточным охватом для различных целей параметров;
- понимание необходимости одновременного оценивания как речевых, так и невербальных проявлений патологии (что игнорируется в большинстве лидирующих методов исследования);
- теоретического и экспериментального обоснования более совершенных критериев количественной оценки.

Таким образом, наблюдается необходимость в расширении систем смешанных методик исследования, включающие в себя как невербальные, так и речевые техники изучения расстройств мышления.

## Критика
Концепция расстройств мышления подвергалась суровой критике. По одной точке зрения считалось, что она основана на «размытых» определениях, которые выводятся из других психических расстройств, другая же критика заключается в том, разделением симптомов шизофрении на отрицательные/положительные упрощается сложность расстройства мышления и его взаимосвязь с другими положительными симптомами. Исследования факторного анализа показали, что отрицательные симптомы обычно коррелируют друг с другом, в то время как положительные симптомы разделяются на две группы. Эти три группы стали известны как негативные симптомы, психотические симптомы и симптомы дезорганизации.